# Alexandrina Cabral
Alexandrina Cabral Barbosa (født d. 5. maj 1986 i Lissabon, Portugal) er en portugisk-født spansk håndboldspiller som spiller for franske klubben Brest Bretagne Handball og Spaniens kvindehåndboldlandshold.

## Bedrifter
- Det Spanske Mesterskab:
  - Vinder: 2011, 2012

- Den Spanske Pokalturnering:
  - Vinder: 2012

- Liga Națională:
  - Sølv: 2009

- EHF Champions League:
  - Finalist: 2011
  - Semifinalist: 2006, 2013

- Women's EHF Cup:
  - Semifinalist: 2009